# Dicranomyia (Doaneomyia) caledoniensis
Dicranomyia (Doaneomyia) caledoniensis is een tweevleugelige uit de familie steltmuggen (Limoniidae). De soort komt voor in het Australaziatisch gebied.